# 후쿠시마 다이치
후쿠시마 다이치(일본어: 福島 大地, 1977년 8월 1일 ~ )는 일본의 전 축구 선수이다.

## 구단 경력
과거 방포레 고후에서 활동하였다.